# Pogwizdów (Silésie)
Pour l’article homonyme, voir Pogwizdów.
Pogwizdów est une localité polonaise de la gmina de Hażlach, située dans le powiat de Cieszyn en voïvodie de Silésie.